# 埃利·麥考伊斯特
埃利·麥考伊斯特，OBE（英語：Ally McCoist；1962年9月24日—）是一位蘇格蘭足球運動員和足球教練。在場上的位置是前鋒。他曾經代表蘇格蘭國家足球隊參賽。在2011年至2014年期間，他曾經執教流浪者。

## 外部連結
- 埃利·麥考伊斯特於scottishfa.co.uk
- Rangers F.C. Hall Of Fame profile
- Rangers F.C. profile